# Smolinka (potok)
Smolinka je potok, který pramení jižně od lokality Vařákovy paseky ve Vizovické vrchovině.

## Průběh toku
Pramen se nachází jižně od lokality Vařákovy paseky. Odtud stéká jižním směrem a tvoří hranici mezi okresy Zlín a Vsetín. V blízkosti vesnice Lačnov protéká stejnojmennou přírodní památkou, za ní se stáčí jihozápadním směrem a teče skrze vesnici Smolina. Poté pokračuje skrze vesnici Mirošov, za kterou následuje přírodní památka Podskaličí a mezi vesnicemi Vlachovice a Vrbětice se vlévá do Vláry.

## Flóra
V údolí potoka roste šafrán bělokvětý. Na jeho ochranu byly vyhlášeny dvě přírodní památky: Smolinka a Podskaličí.

## Fotogalerie

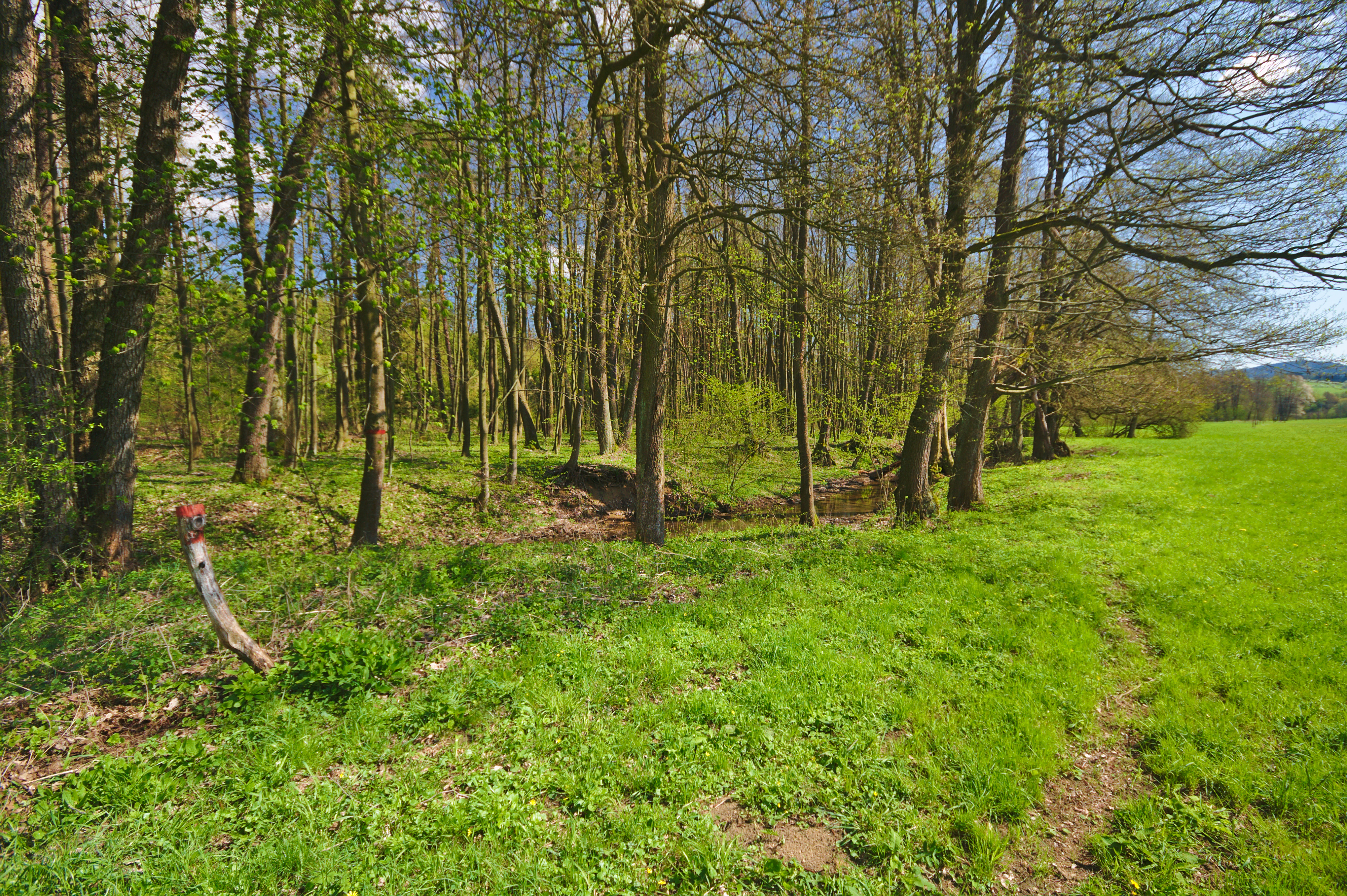
Smolinka ve stejnojmenné přírodní památce
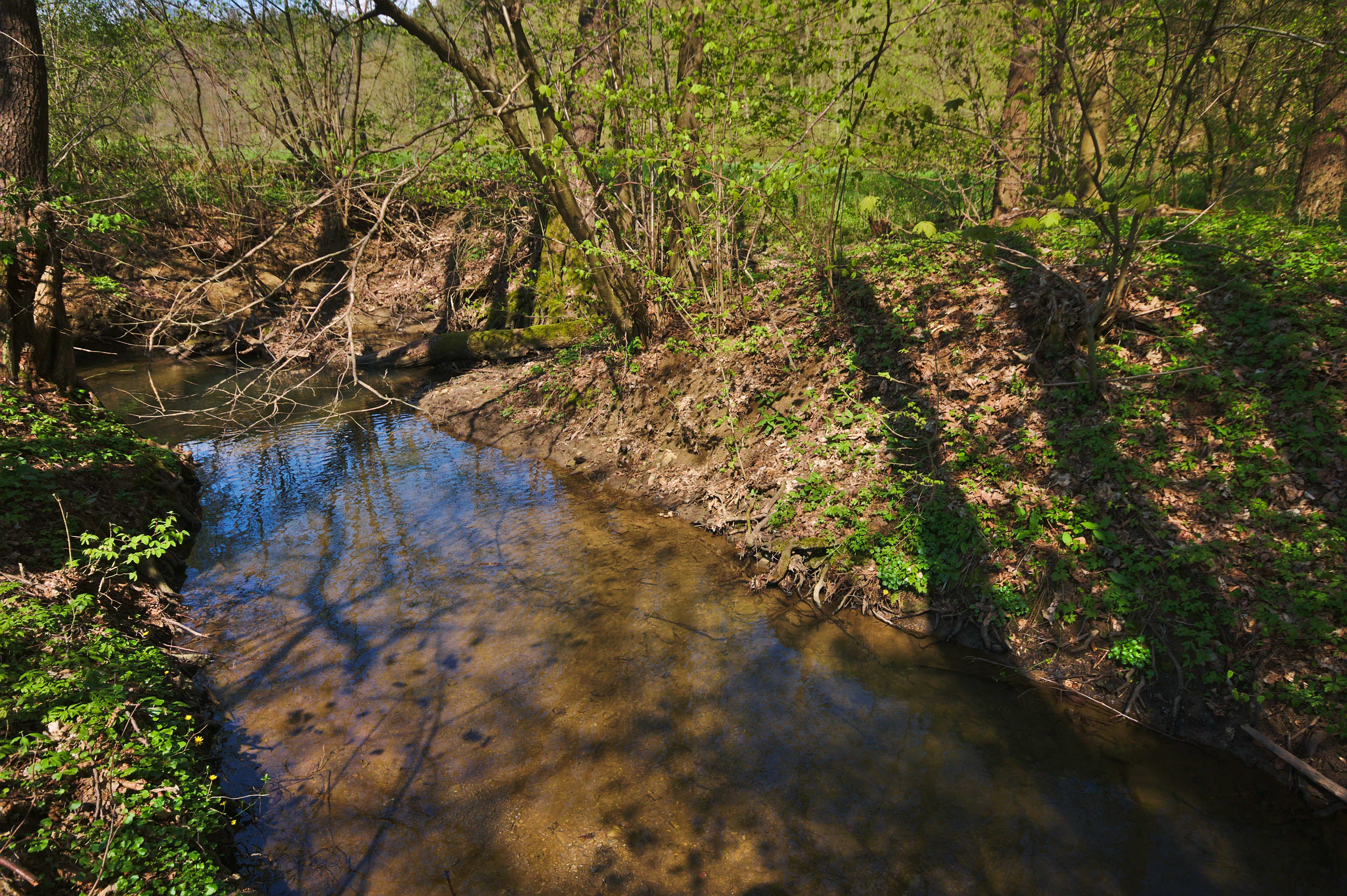
Smolinka ve stejnojmenné přírodní památce
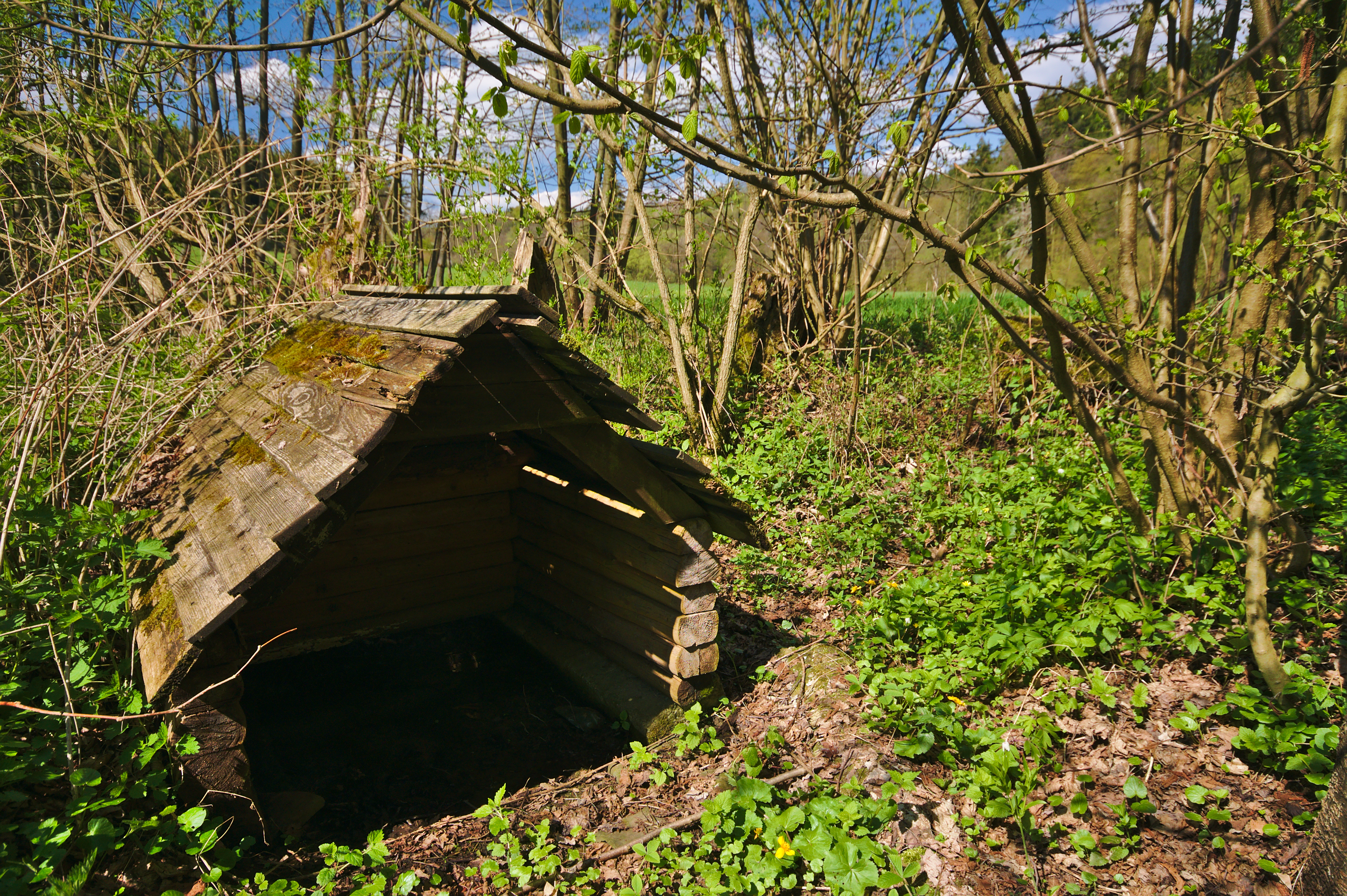
Studánka u potoka
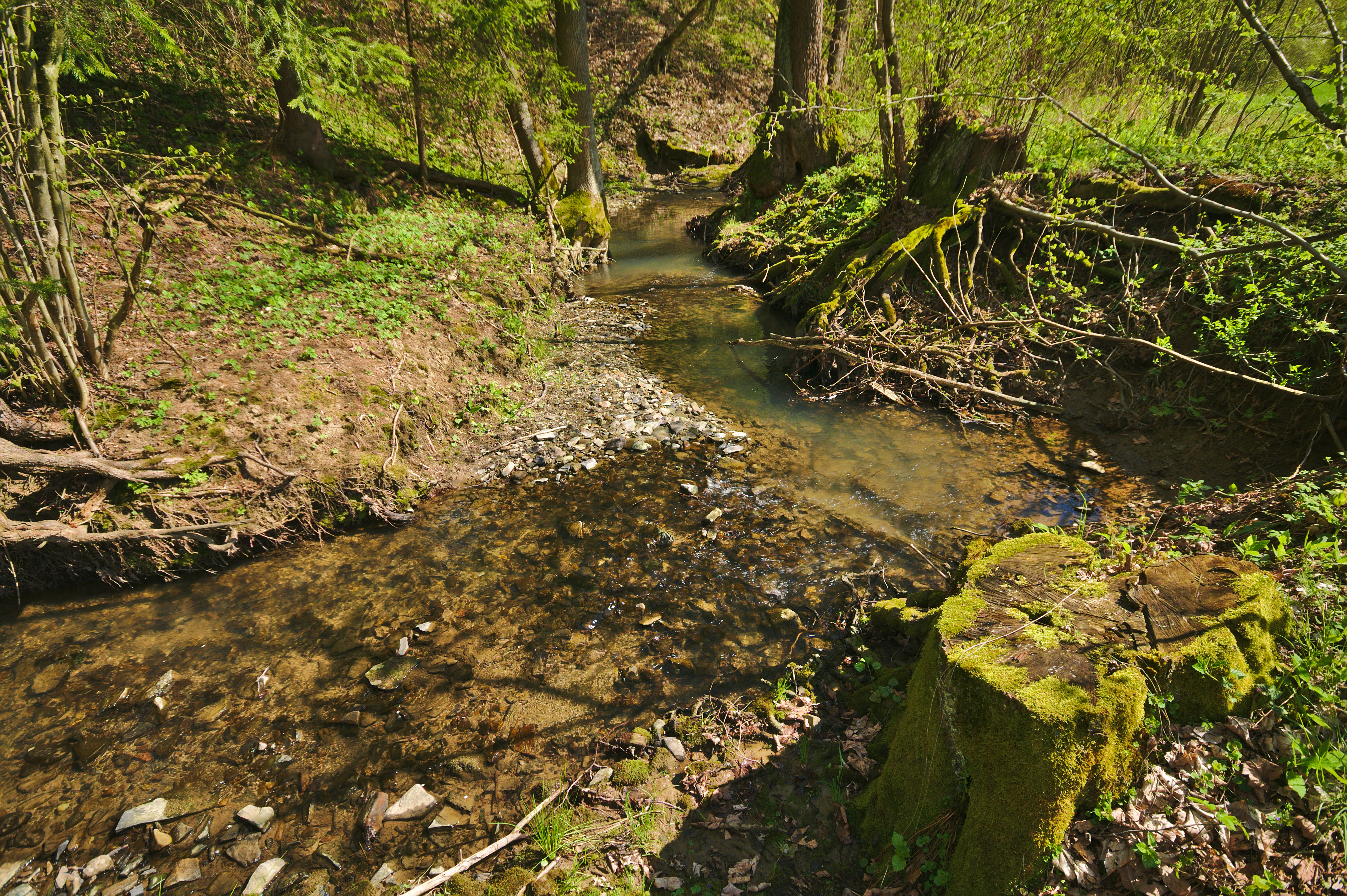
Smolinka ve stejnojmenné přírodní památce
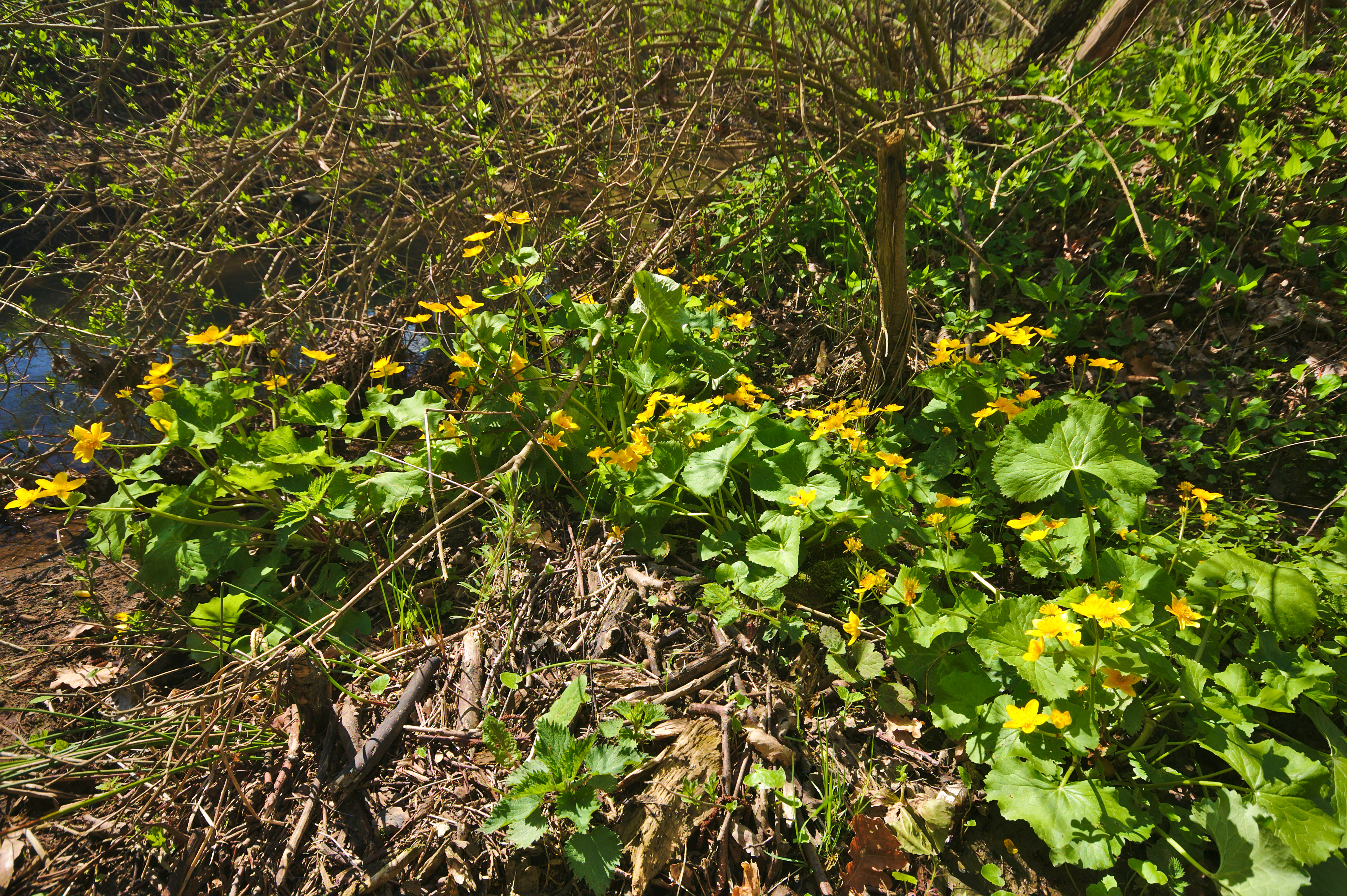
Blatouch na břehu potoka
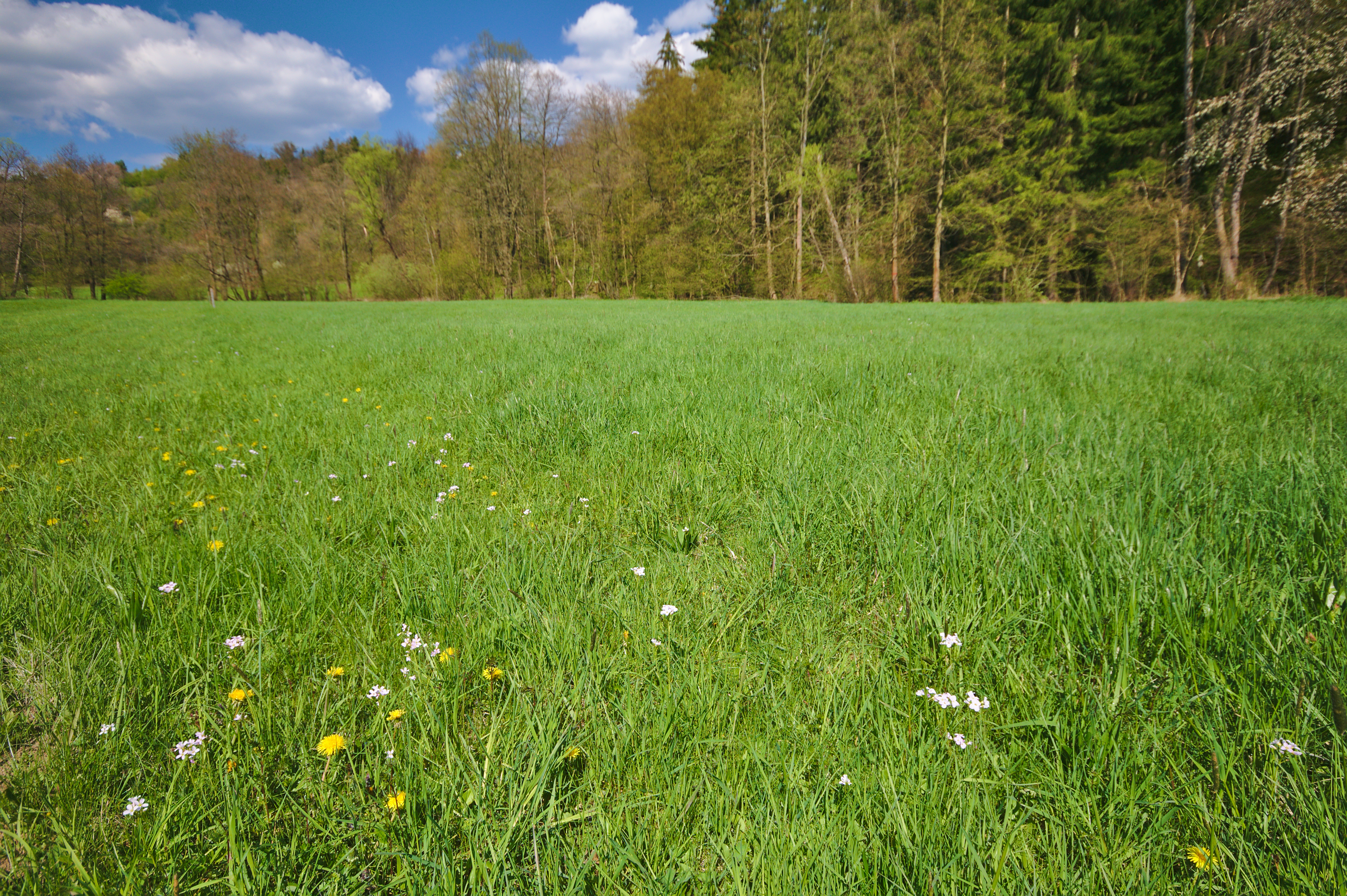
Údolí Smolinky